# N-(Oxido)-N,N-dimethyl-3-(((3,3,4,4,5,5,6,6,7,7,8,8,8-tridecafluoroctyl)sulfonyl)amino)-1-propanamin
N-(Oxido)-N,N-dimethyl-3-{[(3,3,4,4,5,5,6,6,7,7,8,8,8-tridecafluoroctyl)sulfonyl]amino}-1-propanamin ist eine chemische Verbindung, die unter den proprietären Namen Capstone 1183 bzw. Forafac 1183 (DuPont) bekannt ist.
Sie ist in AFFF-Feuerlöschschaummitteln der häufig in Deutschland eingesetzten Produkte in hohen Anteilen enthalten. Mit 17,2 Tonnen pro Jahr macht sie 5 % der Tonnage an Fluortensiden aus, die von Herstellern, die an der Eurofeu-Umfrage 2018 teilgenommen haben, für die Herstellung von Feuerlöschschäumen gekauft wurden.
Bei der Chemikalie handelt es sich um ein fluoriertes Tensid, welches eine Aminoxidgruppe einhält. Es ist ein Derivat der 6:2-Fluortelomersulfonsäure und gehört zu den per- und polyfluorierten Alkylverbindungen (PFAS). In der Umwelt und z. B. im Klärschlamm wird 6:2-FTNO über mehrere Zwischenschritte in Perfluorheptansäure und kürzerkettigere Perfluorcarbonsäuren umgewandelt. Eine eng verwandte Verbindung ist das 6:2-Fluortelomersulfonamidalkylbetain, das ebenfalls ein inneres Salz ist, jedoch eine Carboxylatgruppe statt einer Aminoxid-Funktion aufweist.